# Ritratti nella notte
Ritratti nella notte è un film del 2006 scritto e diretto da Giuseppe Ferlito.

## Trama
Una ragazza con dei problemi familiari inizia a frequentare un gruppo di ragazzi capeggiati dallo psicopatico Justin. Tra i due inizierà una relazione che porterà la giovane a cacciarsi nei guai peggiori che potesse immaginare.

## Produzione
Il cast artistico e tecnico è composto interamente dagli allievi della Scuola di cinema Immagina di Firenze.